# Сегіно (округ)
Шаблон:StateAbbr_ 43°20′ пн. ш. 84°03′ зх. д. / 43.33° пн. ш. 84.05° зх. д.
Округ Сеґіно (англ. Saginaw County) — округ (графство) у штаті Мічиган, США. Ідентифікатор округу 26145.

## Історія
Округ утворений 1822 року.

## Демографія
За даними перепису 
2000 року 
загальне населення округу становило 210039 осіб, зокрема міського населення було 145875, а сільського — 64164.
Серед мешканців округу чоловіків було 100937, а жінок — 109102. В окрузі було 80430 домогосподарств, 55790 родин, які мешкали в 85505 будинках.
Середній розмір родини становив 3,06.
Віковий розподіл населення поданий у таблиці:
| Стать    | До 15 років | 15-21 | 22-29 | 30-39 | 40-49 | 50-65 | 65-85 | Понад 85 |
| -------- | ----------- | ----- | ----- | ----- | ----- | ----- | ----- | -------- |
| Чоловіки | 23719       | 10727 | 9715  | 14093 | 15244 | 16047 | 10363 | 1029     |
| Жінки    | 22735       | 10352 | 10401 | 14778 | 16679 | 17218 | 14161 | 2778     |

## Суміжні округи
- Бей — північний схід
- Тускола — схід
- Дженесі — південний схід
- Шаявассі — південь
- Клінтон — південний захід
- Грешіт — захід
- Мідленд — північний захід

## Виноски
1. ↑  U.S. Decennial Census. United States Census Bureau. Процитовано 28 вересня 2014.
2. ↑  Historical Census Browser. University of Virginia Library. Архів оригіналу за 11 серпня 2012. Процитовано 28 вересня 2014.
3. ↑  Population of Counties by Decennial Census: 1900 to 1990. United States Census Bureau. Процитовано 28 вересня 2014.
4. ↑  Census 2000 PHC-T-4. Ranking Tables for Counties: 1990 and 2000 (PDF). United States Census Bureau. Процитовано 28 вересня 2014.
5. ↑  State & County QuickFacts. United States Census Bureau. Архів оригіналу за 6 червня 2011. Процитовано 29 серпня 2013. [Архівовано 2011-06-06 у Wayback Machine.](англ.) Наведено за англійською вікіпедією.
6. ↑  American FactFinder. Бюро перепису населення США. Архів оригіналу за 26 лютого 2012. Процитовано 31 січня 2008. [Архівовано 2008-05-21 у Wayback Machine.]

| США | Це незавершена стаття з географії США. Ви можете допомогти проєкту, виправивши або дописавши її. |